# Søndersø (Maribo)
Søndersø eller Maribo Søndersø är en sjö på ön Lolland i
Danmark. Den ligger i Region Själland, i den sydöstra delen av landet. Søndersø ligger 5 meter över havet, arean är 4,4 kvadratkilometer och den sträcker sig 3,3 kilometer i nord-sydlig riktning, och 3,5 kilometer i öst-västlig riktning.
Maribo Søndersø är den största av Maribosøerne. De andra tre är Røgbølle Sø, Hejrede Sø och Nørresø. Med sina 13 öar och 6 holmar är Søndersø den sjö i Danmark som har flest öar. På ön Borgø byggdes på 1100-talet, den numera förstörda, borgen Refshaleborg. Ön och ruinerna kan besökas på sommaren med utflyktsbåt från Maribo.
Trakten runt Maribo Søndersø består till största delen av jordbruksmark och skog. I närheten av sjön ligger staden Maribo och skogen Lysemose Skov. 